# Městská spořitelna (Plzeň)
Bývalá Městská spořitelna v Plzni je budova ve stylu dekorativní moderny. Původní budova z roku 1887 byla navržena architektem Bedřichem Bendelmayerem. Nová budova pochází z přestavby provedené v roce 1915 plzeňským architektem Hanušem Zápalem. I přestože byl objekt 10. prosince 1991 prohlášen kulturní památkou, nevyhl se nešetrným stavitelským zásahům (např. výměně dřevěných oken za plastová).

## Historie
Městská spořitelna fungovala v Plzni od roku 1857. Na počátku 20. století však přestala kapacitně vystačovat budova tehdejšího sídla s eklektickým novorenesančním a novobarokním charakterem, jež byla zbudována dle projektu Emmanuela Klotze mezi léty 1887–1889. Jako další důvod stavby se uvádí fakt, že v Českých Budějovicích byla vystavěna honosnější spořitelní pobočka, která tu plzeňskou v mnoha ohledech zastiňovala. Projekt byl svěřen do rukou významnému pražskému architektovi Bedřichu Bendelmayerovi, s nímž byla spořitelna v úzkém kontaktu a který mimo jiné vyhrál projekt stavby nových městských lázní v Plzni. I přes počáteční zdráhání městské rady ohledně povolení stavby, jež svou osobitostí značně konkurovala sousednímu reprezentativnímu sídlu Západočeského muzea, se v prosinci 1914 zapačalo se stavbou, vedenou plzeňskou stavitelskou firmou Josefa Špalka. Výrazně byla narušena první světovou válkou. Bendelmayer tedy jen zvýšil budovo o jedno patro, změnil vnější vzhled fasády i dekorativní úpravu interiéru.
Dalšímu rozšíření bránila i samotná poloha městské spořitelny. Parcela hraničila s pozemky náležejícími františkánskému klášteru. Nakonec se od františkánů podařilo odkoupit část přilehlého pozemku, na kterém vznikla přístavba spořitelní budovy, kterou navrhl Hanuš Zápal. Jednalo se o jednopatravou stavbu se zašikmenou střechou, určenou pro kanceláře a firemní archiv, na níž navazovala přízemní podlouhlá budova s obchody. Toto architektonické řešení harmonicky reagovalo na již stávající monumentální Bendelmayerovu budovu, jež se svým stylem vzdalovala od wagnerovské secese a tíhla spíše k novoklasicismu.
K posledním stavitelským úpravám došlo v letech 1990–1993 a zasáhly přistavěnou dvoupodlažní budovu ze 20. let 20. století.

## Popis
Mohutná hlavní spořitelní dvoupatrová budova se vchodem z Františkánské ulice byla svým průčelím o deseti okenních osách situována do Kopeckého sadů. Mezi okny do přízemí a prvního patra byly umístěny plastické rozety, jež na sobě nesou obdobný květinový dekor jako zdobný pás nad okny prvního podlaží, který je stylizován do geometrických tvarů raného dekorativismu. Podobně jako Bendelmayerův projekt nových plzeňských městských lázní i spořitelní budova byla doplněna o sloupořadí kanelových sloupů zakončených iónskými hlavicemi, nad nimiž je umístěna střešní římsa s alegorickými figurami Spořivosti a Hojnosti z dílny Josefa Kalvody.
Ústřední prostor interiéru tvoří majestátní hala s prosvětlenou dvoranou, ve které jsou umístěny přepážky. V horních podlažích jsou kanceláře se zázemím pro zaměstnance a reprezentační zasedací síň se štukovou výzdobou a krbem.